# Wu Song

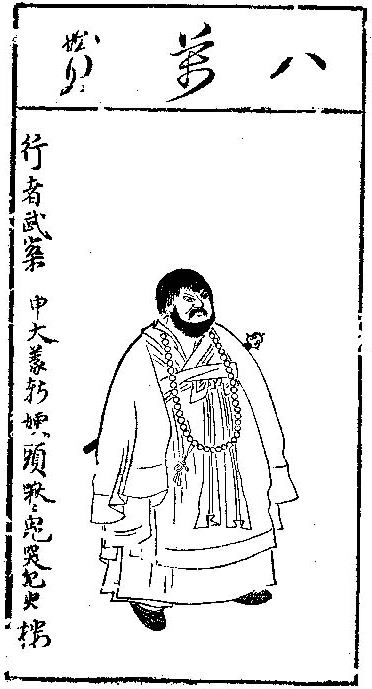
Représentation de Wǔ Sōng

Wǔ Sōng (武松) est un personnage du livre Au bord de l'eau, un des quatre grands romans classiques de la littérature chinoise, avec l'Histoire des Trois Royaumes, le Voyage en Occident et le Rêve dans le Pavillon rouge. Il apparaît également dans le roman Jin Ping Mei, dont l'histoire développe un épisode d'Au bord de l'eau. Il est connu pour avoir tué un tigre à mains nues, et avoir vengé le meurtre de son frère aîné. Selon la légende, il fut un élève de Zhou Tong, le professeur de tir à l'arc du général Yue Fei.

## Au bord de l'eau
Wu Song est originaire de la préfecture de Qinghe. Il est beau, avec des yeux qui brillent comme des étoiles, des sourcils profonds, un buste large et un corps musclé. Il mesure environ 2,40 m (8 pieds) et est impressionnant. Un jour, dans un état d'ivresse, il a battu à mort une personne. N'étant pas conscient d'avoir tué cette personne, il trouve refuge dans la maison de Chai Jin, où il rencontre Song Jiang. Les deux hommes deviendront plus tard frères jurés.

### Wu Song tue le tigre
Alors qu'il rentre chez lui, Wu Song passe par le col de Jingyang, où il tue à mains nues un tigre qui terrorise la population. Devenu célèbre, il se voit offrir un poste de chef de la milice de la préfecture de Yanggu. Par hasard, il y retrouve son frère aîné, Wu Dalang, surnommé 'bout-d'écorce-de-trois-pouces' à cause de sa petite taille, arrivé également depuis peu.
D'après The Oral Traditions of Yangzhou Storytelling, il existe plusieurs histoires populaires au sujet de Wu Song, de l'“École Wang" de l'art de conter de Yangzhou (en chinois : 扬州评话), qui prétendent qu'il a tué le tigre « au milieu du dixième mois » de l'« année Xuanhe 1119 ». Il a donc tué le tigre au milieu du dixième mois lunaire 1119. Il s'agit cependant d'une date fictive.

### Wu Song tue sa belle-sœur
Wu Dalang ramène son frère chez lui et présente à Wu Song son épouse, Pan Jinlian. Pan Jinlian est particulièrement belle et son mariage avec le laid Wu Dalang est ordinairement décrit comme « une rose placée sur un tas d'excréments de vache ». Pan Jinlian a bien essayé de séduire le bel et héroïque Wu Song, mais celui-ci n'a pas été tenté. Plus tard, Wu Song est chargé de transporter de l'or à Kaifeng dans la préfecture de Yanggu, ce qui lui permet d'échapper aux avances de Pan Jinlian. De retour exactement deux mois après son départ, il retrouve son frère mort. Wu Song découvre alors que Pan Jinlian a commis un adultère avec Ximen Qing et que le couple d'amants a empoisonné son frère. Wu Song se présente alors au yamen avec un os du corps incinéré de son frère comme preuve de l'empoisonnement, ainsi qu'un voisin comme témoin. Mais le juge a été soudoyé par Ximen Qing et il refuse de continuer les poursuites estimant que les preuves ne sont pas suffisantes. Wu Song, furieux, décide alors de prendre les choses en main. Il affronte sa belle-sœur et son amant et tue le couple adultère. Il retourne alors au yamen pour se rendre à la justice.

### Wu Song devient un hors-la-loi
Wu Song est alors exilé à Menzhou et passe par Shizipo sur la route. Il rencontre alors Zhang Qing et sa femme; Sun Erniang. Plus tard, Wu Song se lie d'amitié avec le fils du gouverneur de Menzhou, Shi En. Shi En traite bien Wu Song et ce dernier décide de le remercier. Wu Song affronte Jiang Zhong, un bandit qui s'est emparé du restaurant de Shi En après l'avoir battu. Wu Song défait Jiang Zhong au cours d'un combat féroce et rend le restaurant à Shi En. Jiang, furieux d'avoir été battu s'associe alors avec le gouverneur Zhang pour arrêter Wu Song. Wu Song est alors accusé de vol chez le gouverneur et exilé vers Enzhou. Mais les gardes qui sont chargés de l'escorter ont aussi pour ordre de le tuer. Cependant, Wu Song, qui se doute de son sort depuis un moment, parvient à se débarrasser de gardes. Assoiffé de vengeance, il revient à Mengzhou pour tuer la famille du gouverneur Zhang et Jiang Zhong. Il s'enfuit de Menzhou et repasse par Shizipo. Zhang-le-jardinier et Sun Erniang ont alors l'idée de déguiser Wu Song en moine pour qu'il puisse échapper aux troupes gouvernementales qui le recherchent. Depuis lors, Wu Song est surnommé "Le Pèlerin" (行者).
Wu Song alla à la Montagne des Deux Dragons, pour rejoindre Lu Zhishen, et rejoint ensuite les héros de Liangshan après la bataille de Qinzhou. Il y deviendra un des leaders de l'infanterie et des 36 Astres Célestes. Wu Song suivra les héros de Liangshan et apportera une grande contribution dans leurs campagnes contre les troupes impériales, Liao Tartars et les rebelles du Sud. Cependant, lors de la bataille contre Fang La à Muzhou, le bras gauche de Wu Song est blessé par Bao Daoyi. Heureusement, il sera sauvé par Lu Zhishen à temps. À la suite de cela, Wu Song refusera tout poste officiel, en dépit de ses talents. Il se retirera finalement à la pagode de Liuhe pour pratiquer le bouddhisme et mourra paisiblement à l'âge de 80 ans.

## Jin Ping Mei
Le début de ce roman est à peu près le même que Au bord de l'eau. Après que sa belle-sœur ait tué son frère, Wu Song a voulu se venger. Dans un premier temps, il essaya de tuer Ximen Qing, l'amant de sa belle-sœur, mais il ne tua pas la bonne personne. Exilé à Mengzhou, il revint plus tard, mais Ximen Qing avait déjà succombé à une maladie. Il tua donc sa belle-sœur et s'enfuit à la Montagne des Deux Dragons.
Même si Jin Ping Mei est connu pour son contenu pornographique, il n'y a rien de pornographique sur Wu Song dans ce roman.

## Anecdotes

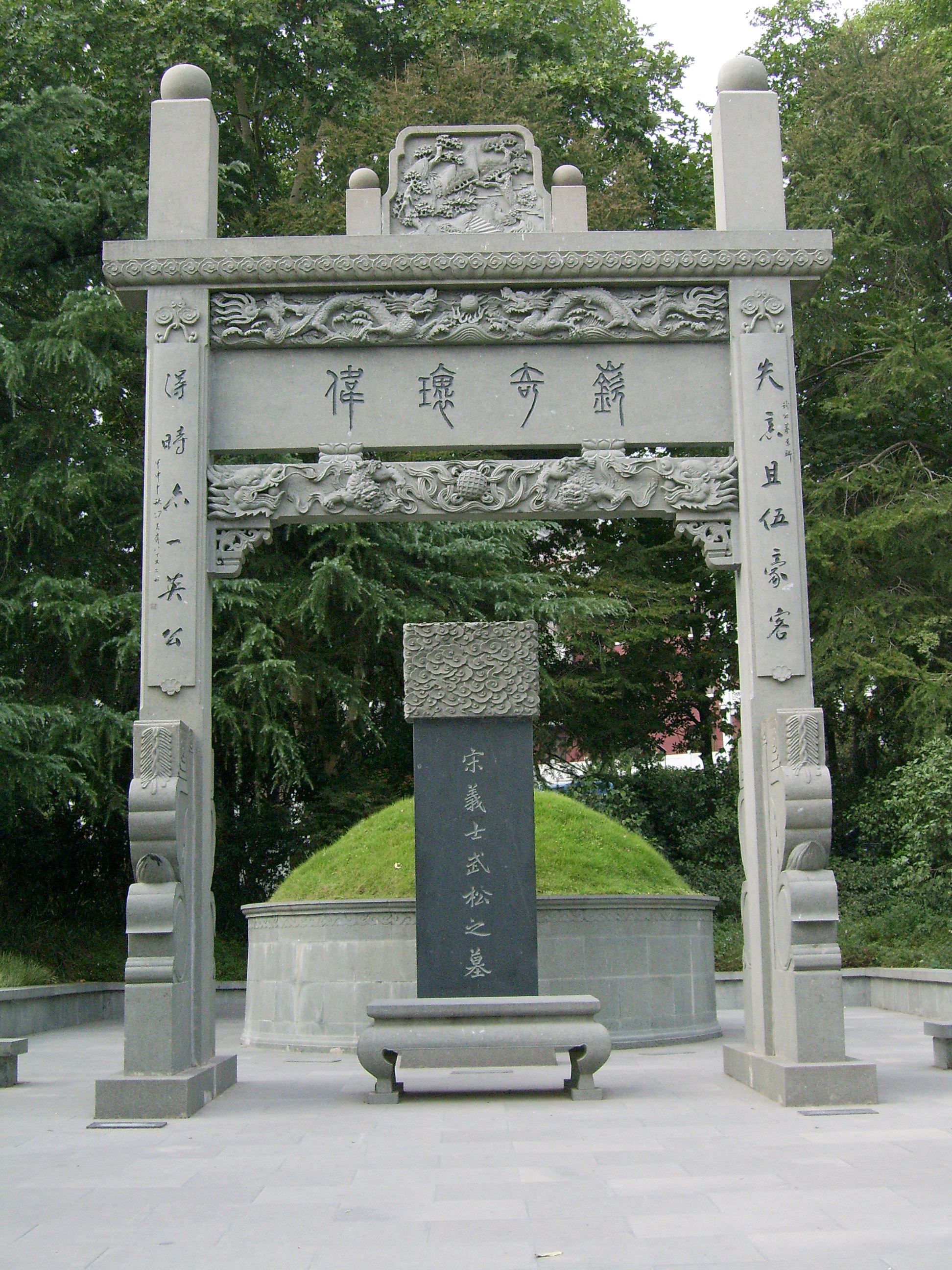
Le tombeau de Wu Song

- L'histoire de Wu Song est certainement une des plus reprises dans les médias chinois, à cause du fait que l'adultère est en Chine un déshonneur immense pour la famille. Il existe plusieurs parodies et versions de ce chapitre.
- La série animée de Hong Kong Old Master Q a connu également une édition spéciale avec les personnages d'Au bord de l'eau, et notamment Wu Song en vedette. Cependant, cette version modifie largement l'histoire originale de Wu Song et en apporte une vision très déformée.
- Wu Song est souvent appelé le Prieur aux Longs Cheveux lorsqu'il est en exil. Il garde en effet ses cheveux, afin de masquer la marque de la prison sur son visage.
- Wu Song n'est pas parti en exil tout de suite après avoir tué les assassins de son frère. Il n'y ira qu'après avoir tué le mauvais gouverneur et tout sa famille, car ce dernier voulait du mal à Wu Song.
- Dans la récente version télé chinoise d'Au bord de l'eau, un véritable tigre a été utilisé et dressé pour la scène dans laquelle Wu Song tue le tigre. Le tigre n'a pas été blessé durant le tournage.